# 伊万诺沃农村居民点
伊万诺沃农村居民点（俄语：Ивановское сельское поселение）是俄罗斯联邦弗拉基米尔州科夫罗夫区所属的一个农村居民点。其下辖有30个居民点，行政中心为伊万诺沃。据2016年统计，该农村居民点的人口为5235人。